# الدبابيس (النادرة)

تعديل مصدري - تعديل

الدبابيس محلة تابعة لقرية بيت العزاني، التابعة لعزلة الفجرة بمديرية النادرة إحدى مديريات محافظة إب في الجمهورية اليمنية، بلغ تعداد سكانها 21 حسب تعداد اليمن لعام 2004.